# Kanō Kōi

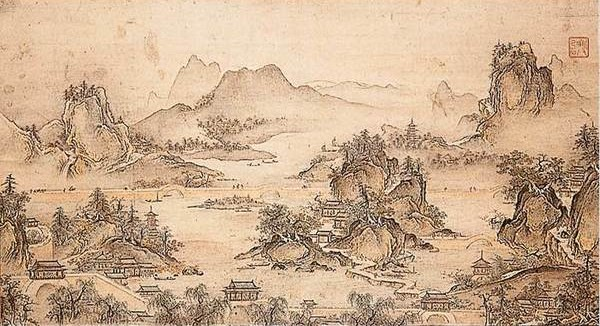
Kanō Kōi: Landschaft

Kanō Kōi (japanisch 狩野 興以, eigentlicher Vorname Sadanobu (定信), Rufnamen waren Saemon (左衛門), Yahē (弥兵衛), Yazaemon (弥左衛門); geb. ?; gest. 17. August 1636) war ein japanischer Maler der Kanō-Schule während der Azuchi-Momoyama- und frühen Edo-Zeit.

## Leben und Werk
Kanō Kōi soll aus Ashikaga in der Provinz Shimotsuke (heute Präfektur Tochigi) stammen. Andere Quellen deuten auf einen Geburtsort in der Provinz Izu oder Musashi hin. Er studierte zusammen mit Watanabe Ryōkei Malerei unter Kanō Mitsunobu und wurde einer seiner besten Schüler. Danach wurde er, wie auch später Yamaguchi Sekkei, zu einem großen Bewunderer der Maler Muqi (chinesisch 牧谿, Pinyin Mùqī, jap. Mokkei; 2. Hälfte des 13. Jahrhunderts) und Sesshū (雪舟) und entwickelte auf dieser Basis seinen eigenen Stil.
Nach dem Tode von Mitsunobus jüngerem Bruder Takanobu im Jahr 1618 kümmerte er sich um die Ausbildung von Takanobus Söhnen Tan’yū, Naonobu und Yasunobu. Er unterrichtete sie in der Technik der traditionellen Tuschmalerei und leistete so einen großen Beitrag zum Stil der Kanō-Zweige in Edo. Für seine Verdienste wurde es ihm erlaubt, den Namen Kanō zu führen.
Schriftliche Quellen zeigen, dass Kōi auch Genre-Malerei produzierte, wie die Darstellung der Schlacht um die Burg Ōsaka um 1615. Er diente dem Kii-Zweig der Tokugawa und erhielt ein jährliches Gehalt von 300 Koku. Weiter erhielt er den Ehrentitel „Hokkyō“. Nach seinem Tod 1636 wurde er im Shutoku-ji im Stadtteil Akasaka von Edo begraben.
Kōis bekannteste Werke sind
- die drei Hängerollen, die eine Kannon, flankiert von einem Drachen und einem Tiger, darstellen (観音・竜虎図, Kannon, ryūko-zu; Wichtiges Kulturgut Japans)[A 2], die sich im Besitz des Kempuku-ji in der Präfektur Nagano befinden, und
- die Stellschirme mit Landschaftsdarstellungen (山水屏風, Sansui byōbu) im Nationalmuseum Tokio.

Kōis Söhne Kōho (興甫), Kōya (興也) und Kōshi (興之) wurden ebenfalls Maler und waren bei allen drei Zweigfamilien der Tokugawa beschäftigt.

## Bilder

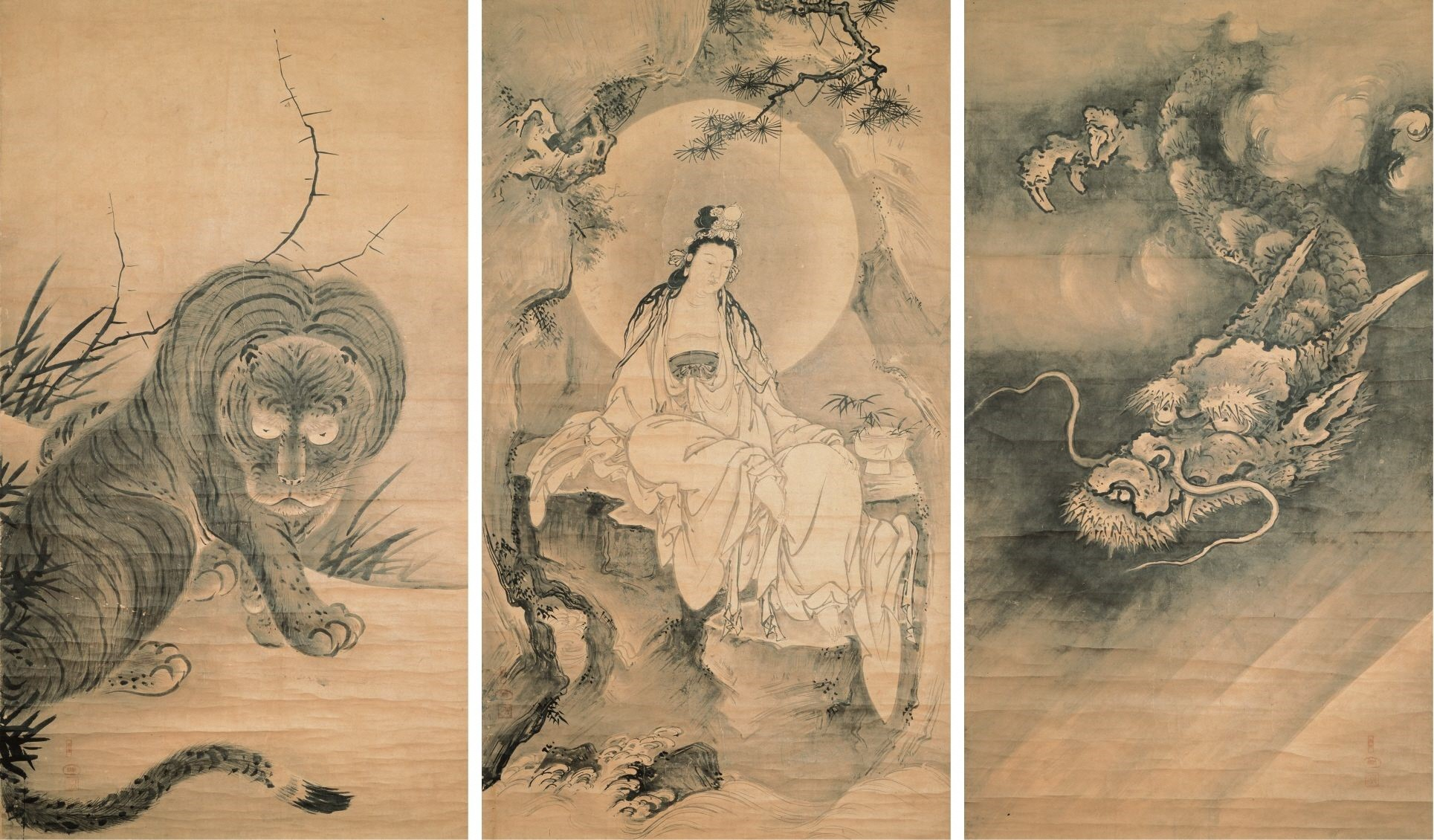
Kannon, flankiert von Tiger und Drachen
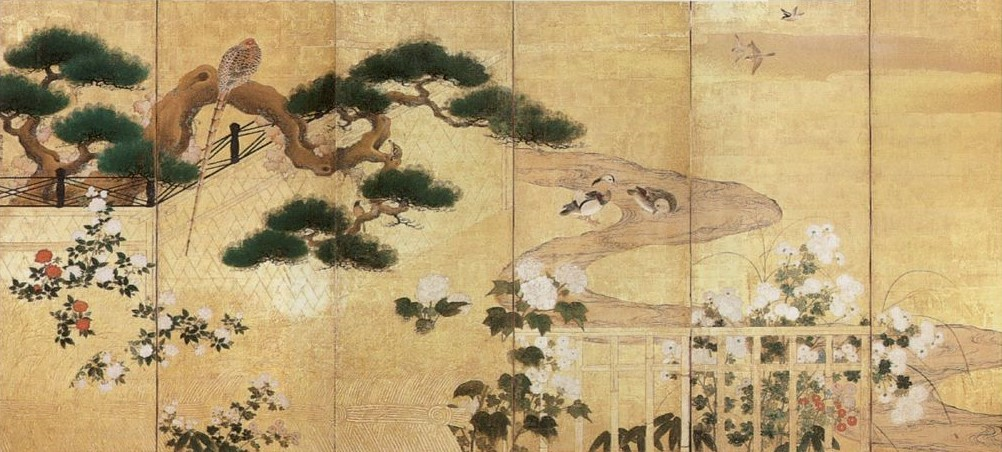
Blumen und Vögel, 2
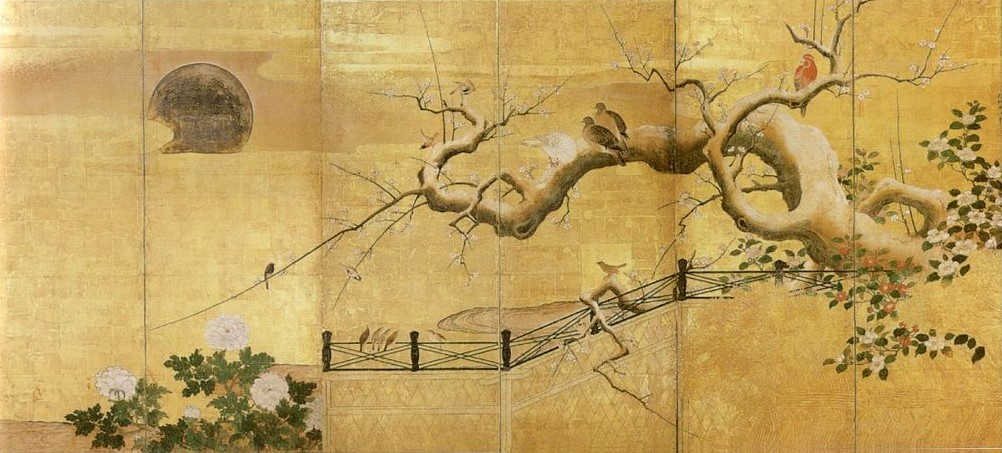
Blumen und Vögel, 1